# Adipoyldichloride
Adipoyldichloride is een organische verbinding met als brutoformule C6H8Cl2O2. De stof komt voor als een heldere roodbruine vloeistof met een zeer indringende geur, die hydrolyseert in water tot waterstofchloride. Adipoyldichloride is het dizuurchloride van adipinezuur.
Adipoyldichloride wordt gebruikt bij de grensvlakpolymerisatie van nylon 6,6, een klassieke laboratoriumsynthese. De nylonfilm ontstaat op het grensvlak van een waterige oplossing van 1,6-hexaandiamine en een organische oplossing van adipoyldichloride. Het ontstane polymeer kan met een haakje zacht uit de oplossing getrokken worden, terwijl steeds verdere polymerisatie optreedt. Omdat tijdens de reactie (een condensatiereactie) waterstofchloride vrijkomt, moet een base (doorgaans natriumhydroxide) worden toegevoegd.

## Synthese
Adipoyldichloride kan bereid worden door reactie van adipinezuur met thionylchloride, waarbij ook zwaveldioxide (SO2) en waterstofchloride ontstaan.
{\displaystyle \mathrm {C_{6}H_{10}O_{4}\ +\ 2\ SOCl_{2}\longrightarrow \ C_{6}H_{8}Cl_{2}O_{2}\ +\ 2\ SO_{2}\ +\ 2\ HCl} }